# Nivell d'assoliment educatiu
El nivell d'assoliment educatiu, o nivell educatiu assolit, és un terme de classificació estadística que determina el nivell educatiu més alt que una persona ha aconseguit.
L'Institut d'Estadística de Catalunya defineix el nivell educatiu com la graduació de les experiències d'aprenentatge i les competències que el contingut d'un programa educatiu exigeix dels participants perquè aquests puguin adquirir els coneixements, les habilitats i les capacitats que el programa es proposa impartir.
La UNESCO va definir la Classificació Internacional Normalitzada d'Educació (CINE) com l'instrument idoni per a la recollida, la compilació, el tractament i la presentació d'estadístiques d'educació en els diferents països i també en un pla internacional. La classificació va ser aprovada el 1975 i revisada a París el 1997. La CINE-97 cobreix bàsicament dues variables de classificació: els nivells d'educació i els sectors d'educació. Els nivells educatius són:
- 0. Educació preescolar
- 1. Educació primària
- 2. Primer cicle d'educació secundària
- 3. Segon cicle d'educació secundària
- 4. Ensenyament postsecundari no superior
- 5. Primer cicle d'educació superior
- 6. Segon clicle d'educació superior

L'Institut d'Estadística de Catalunya (Idescat) té, entre altres funcions, les d'adaptar, normalitzar, revisar o establir les classificacions estadístiques. La Classificació catalana d'educació 2000 (CCED-2000) és el resultat de l'adaptació de la Clasificación nacional de educación 2000 (CNED-2000) i de la Classificació internacional normalitzada d'educació 1997 (CINE-1997). La classificació de programes per nivells educatius de la CCED-2000 (NE) afegeix un segon dígit a la CINE-97, seguint el mateix criteri que l'Oficina europea d'estadística (EUROSTAT): 
- A. Educació infantil
  - 01. Primer cicle d'educació infantil (0-3 anys)
  - 02. Segon cicle d'educació infantil (3-6 anys)
- B. Educació primària
  - 11. Educació primària, excepte per a adults i ensenyaments artístics
  - 12. Ensenyaments inicials per a adults
  - 13. Ensenyaments de grau elemental de música i dansa
- C. Programes per a la formació i inserció laboral que no requereixen una titulació acadèmica de primera etapa de secundària
  - 21. Programes per a la formació i inserció laboral que no requereixen una titulació acadèmica de primera etapa de secundària
- D. Primera etapa d'educació secundària
  - 22. Educació secundària obligatòria
  - 23. Educació secundària per a adults
- E. Programes per a la formació i inserció laboral que requereixen una titulació d'estudis secundaris de primera etapa
  - 31. Programes per a la formació i inserció laboral que requereixen una titulació d'estudis secundaris de primera etapa
- F. Segona etapa d'educació secundària
  - 32. Ensenyaments de batxillerat
  - 33. Ensenyaments de grau mitjà de formació professional específica i equivalents, arts plàstiques i disseny, i esportives
  - 34. Ensenyaments de grau mitjà de música i dansa
  - 35. Ensenyaments de les escoles oficials d'idiomes
- G. Programes per a la formació i inserció laboral que requereixen una titulació d'estudis secundaris de segona etapa
  - 41. Programes per a la formació i inserció laboral que requereixen una titulació d'estudis secundaris de segona etapa
- H. Ensenyaments de grau superior de formació professional específica i equivalents, arts plàstiques i disseny, i esportives
  - 51. Ensenyaments de grau superior de formació professional específica i equivalents, arts plàstiques i disseny, i esportives
- I. Altres programes de 2 anys i més que requereixen el títol de batxillerat
  - 52. Títols propis d'universitats que no siguin de postgrau i altres programes que requereixin el títol de batxillerat (2 anys i més)
  - 53. Programes per a la formació i inserció laboral que requereixen una titulació de formació professional de grau superior
- J. Ensenyaments universitaris de primer i segon cicle
  - 54. Ensenyaments universitaris de primer cicle i equivalents
  - 55. Ensenyaments universitaris de primer i segon cicle, només de segon cicle i equivalents
- K. Programes que requereixen una titulació universitària
  - 56. Programes oficials d'especialització professional
  - 57. Programes de postgrau impartits per les universitats o altres institucions
  - 58. Programes de formació i inserció laboral que requereixen una titulació universitària
- L. Ensenyaments universitaris de tercer cicle
  - 61. Ensenyaments universitaris de tercer cicle
- M. Programes de formació que no requereixen formació acadèmica
  - 91. Programes de formació promoguts per l'empresa o organització
  - 92. Altres programes de formació que no requereixen formació acadèmica
  - 93. Programes recreatius, de lleure i culturals que no requereixen formació acadèmica